# Gustave Boël
Gustave André Boël (Houdeng-Goegnies, 18 mei 1837 - Sint-Joost-ten-Node, 31 maart 1912) was een Belgisch industrieel en senator. Hij was vrijmetselaar en lid van de loge 'Les Vrais Amis de l'Union et du Progrès Rëunis Bruxelles sous le Grand Orient de Belgique'.
Levensloop:
Als telg uit het geslacht Boël, werd hij geboren in het kroostrijke gezin van landbouwer Charles Boël en Marie Berte. Hij trouwde met Joséphine Capitte (1846-1929). Zij kregen 5 kinderen:
- Louis Boël (ca.1866-?)
- Georges Boël (ca.1867-1939) opdrachtgever voor de bouw van Château Boël en Hôtel Boël in Brussel.
- Pol-Clovis Boël (1868-1941), voorzitter van 'Usines Gustave Boël', senator en volksvertegenwoordiger, gehuwd met Marthe de Kerchove de Denterghem (1877-1956)
- Albert Boël (ca. 1870-?)
- Eva Boël (1883-1956), gehuwd met Félix graaf Goblet d'Alviella (1884-1957)

Hij werkte vanaf 1850 voor de 'Forges, Fonderies et Laminoirs' van zijn dorpsgenoot Ernest Boucquéau en werd er directeur. Toen de eigenaar in 1860 in financiële moeilijkheden kwam, gaf Boël hem al zijn spaarcenten en zijn baas kwam er weer bovenop. Hij legateerde zijn fabriek aan Boël en het bedrijf heette vanaf 1880 'Usines Gustave Boël'. In 1928 werden onder leiding van zijn zoon Pol-Clovis de bedrijven gebundeld in een formele SA onder die naam.
De onderneming nam grote uitbreiding en Boël voerde een systeem van deelname in de winsten in voor alle personeelsleden. Hij stichtte ook andere ondernemingen, of nam ze over, terwijl hij in nog andere vennootschappen aandeelhouder en bestuurder werd. zo werd hij bestuurder van onder meer:
- Forges Montoises, 1874,
- Chaudronneries d'Houdeng-Goegnies, 1874,
- Chemin de Fer de Braine-le-Comte à Gand, 1887-1912,
- Charbonnages de La Louvière, La Paix et Saint-Vaast, 1887-1896,
- Charbonnages de Sars-Longchamps et Bouvy, 1888,
- Hauts-Fourneaux, Fonderies et Mines de Musson, 1894, voorzitter 1908-1912,
- Charbonnages de La Louvière et Sars Longchamps, 1894, voorzitter 1908-1912,
- SA des Charbonnages Néerlandais Willem et Sophia, exploitant van Willem-Sophia, voorzitter 1898-1912,
- Société des Travaux de Dyle et Bacalau, 1901-1903,
- Fabrique de fer de Charleroi, 1901-1912,
- Société des Flaces de Moustier-sur-Sambre, 1901-1912,
- Banque Sino-Belge, 1902-1912,
- Usines de Braine-le-Comte, 1905-1912,
- Fabrique de Fer de Maubeuge
- La Prévoyance (medestichter).

In 1882 kocht hij van de erfgenamen van Théodore Mosselman du Chenoy het Domaine du Chenoy, bij Court-Saint-Étienne. Op dit uitgestrekte domein, dat hij door aankopen nog verder uitbreidde, legde hij zich toe op landbouw, bosbouw en viskwekerij.

## Politiek
Hij werd schepen (1880) en burgemeester (1881-1884) van La Louvière. Daarna was hij nog gemeenteraadslid (1885-1908). Hij was ook voorzitter van de Burgerlijke Godshuizen van de gemeente (1880-1908). Hij zette zich vooral in voor de bouw van een nieuw hospitaal, voor de watervoorziening en voor de uitbreiding van het onderwijs.
Boël werd verkozen tot liberaal senator voor het arrondissement Zinnik de periode 1883-1884. Hij werd opnieuw verkozen in 1892 en vervulde dit mandaat tot aan zijn dood.
In La Louvière werd een straat naar hem genoemd.